# 塞庞埃斯
塞庞埃斯是葡萄牙布拉加区的一个堂区。总面积3.83平方公里，总人口1590人，人口密度415.1人/平方公里。